# تحقیق در فهم بشر
تحقیق در فهم بشر یا جستاری در خصوص فاهمۀ بشری (به انگلیسی: An Essay Concerning Human Understanding)، یکی از آثار برجستهٔ جان لاک فیلسوف بریتانیایی است.

## در فارسی
نخستین بار ترجمۀ فارسی این جستار ت‍ل‍خ‍ی‍ص‌ پ‍ری‍ن‍گ‍ل‌ پ‍ت‍ی‍س‍ون‌ توسط صادق رضازاده-شفق در ۴۶۸ صفحه در سال ۱۳۳۹ توسط انتشارات دانشگاه تهران  با نام تحقیق در فهم بشر منتشر شد. 60 سال بعد متن کامل را کاوه لاجوردی با نام جستاری در خصوص فاهمۀ بشری به فارسی برگردانده و توسط نشر مرکز در سال ۱۳۹۹ در ۷۱۲ صفحه منتشر شده‌ است. ترجمه این کتاب توسط لاجوردی برنده جایزه کتاب سال در سی و نهمین دوره کتاب سال جمهوری اسلامی ایران شد. لاجوردی جایزه کتاب سال را «در اعتراض به سانسور» رد کرد.